# Miles McBride
Miles James McBride, född 8 september 2000 i Cincinnati i Ohio, är en amerikansk professionell basketspelare (PG) som spelar för New York Knicks i National Basketball Association (NBA).
Han draftades av Oklahoma City Thunder i andra rundan i 2021 års draft som 36:e spelare totalt.
Innan McBride blev proffs studerade han på West Virginia University och spelade för deras idrottsförening West Virginia Mountaineers.